# Monarcas de Madagascar

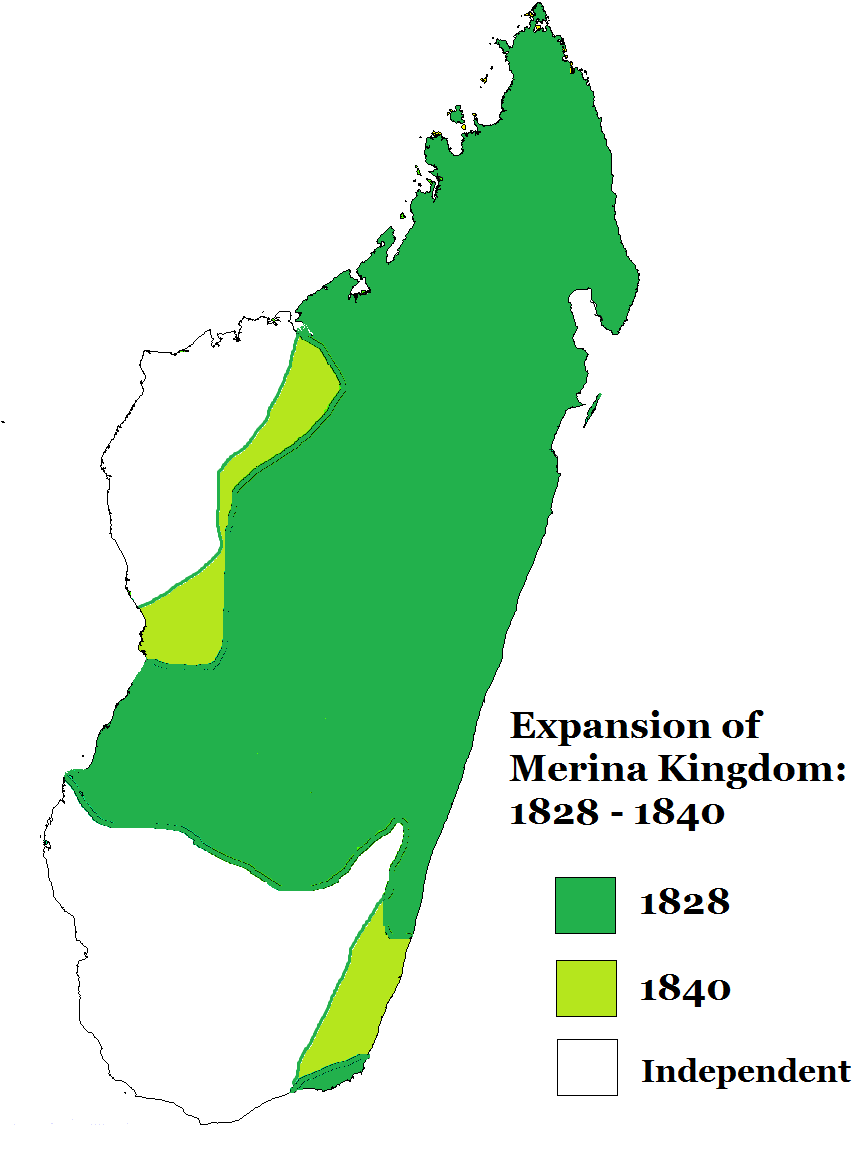
Expansión del Reino de Imerina bajo la Reina Ranavalona I.

El Reino de Madagascar fue un reino que se formó tras la unificación de los cuatro reinos de Merina: el Reino de Imerina, el Reino de Ambohimanga, el Reino de Menabe y el Reino de Boina.

## Reino de Imerina (1540-1897)
Este fue un Reino precolonial que dominó gran parte de la isla de Madagascar, tuvo como capital espiritual Ambohimanga y como capital política Antananarivo. Este Reino obtiene su nombre Imerina gracias a los clanes Merina que poblaron las tierras centrales de la Isla.
El Reino de Imerina tuvo gran auge durante el gobierno de la Reina Ranavalona I, viuda del Rey Radama I.

## Lista de Reyes de Madagascar (Reyes también de Imerina)
Esta lista comprende incluye al último rey oficial del Reino de Imerina Andrianampoinimerina y sus descendientes cono reyes oficiales del Reino de Madagascar.
| Imagen | Nombre               | Escudo | Rey/ Reina desde     | Rey/ Reina hasta      | Comentarios |
| ------ | -------------------- | ------ | -------------------- | --------------------- | --- |
|        | Andrianampoinimerina |        | 1787                 | 1810                  | Andrianampoinimerina (1745 - 1810); fue el último rey de Merina, antes de la unificación de los cuatro reinos de Merina en un solo reino de Madagascar. |
|        | Radama I             |        | 1818                 | 27 de julio de 1828   | Abolió oficialmente el tráfico de esclavos en 1817, pero el negocio continuó. Radama I fue sucedido por su esposa, la reina Ranavalona I. Se suicidó a los 30 años de edad. |
|        | Ranavalona I         |        | 3 de agosto de 1828  | 16 de agosto de 1861  | Sucedió a su esposo después de su muerte, implantó un régimen de terror en la isla que se caracterizaba por acabar con el cristianismo por medio de la tortura, se hacía adorar a sí misma como una diosa viviente. |
|        | Radama II            |        | 16 de agosto de 1861 | 12 de mayo de 1863    | El rey Radama II contrajo matrimonio en tres ocasiones. Dos de sus esposas, sus primas hermanas, fueron Reinas soberanas de Madagascar, Rasoherina y Ranavalona II. Con ellas no tuvo descendencia legítima. La otra esposa fue Marie Rasoamieja. |
|        | Rasoherina           |        | 12 de mayo de 1863   | 1 de abril de 1868    | Rasoherina falleció el 1 de abril de 1868. En su lecho de muerte, abrazó la fe católica. Su prima, Ranavalona II, la sucedió en el trono. Tuvieron dos maridos en común. |
|        | Ranavalona II        |        | 2 de abril de 1868   | 13 de julio de 1883   | Se caracterizó su reinado por la rápida occidentalización de la isla, la cooperación de misioneros británicos, el crecimiento económico, la construcción de escuelas y el inicio de la primera codificación de la ley, pero también la aparición de conflictos por el poder colonial de Francia. |
|        | Ranavalona III       |        | 30 de julio de 1883  | 28 de febrero de 1897 | Fue proclamada Reina después de la muerte de su predesora, la Reina Ranavalona II el 30 de julio de 1883. Su coronación tuvo lugar en Imahamasina el 22 de noviembre de 1883. Su título completo era la Reina "Su Majestad Ranavalona III por la Gracia de Dios y la voluntad del Pueblo, Reina de Madagascar y Protectora de las leyes de la Nación". En 1894, la reina y su gobierno se negaron a seguir las órdenes francesas, y en 1895 Francia envía una fuerza expedicionaria, que ocupa Antananarivo con muy poca resistencia. El primer ministro Rainilaiarivony (su segundo esposo) fue enviado al exilio y murió al año siguiente, pero la reina y gran parte de su administración se mantuvo, incluso después de la declaración oficial de Madagascar como colonia francesa en agosto de 1896. Tras una insurrección acontecida poco después, el tribunal acusó a la reina y Joseph Gallieni abolió la monarquía en febrero de 1897. |